# Tails Adventure
Tails Adventure (テイルスアドベンチャー Teirusu Adobenchā?), även känt som Tails Adventures, är ett actionäventyrsspel med inslag av rollspel från 1995, som utvecklades av Aspect och utgavs av Sega till spelkonsolen Sega Game Gear. Det är det första spinoff-spelet till Sonic the Hedgehog som kombinerar plattforms- och rollspelselement. Tails Adventure är också det tredje och senaste spelet där figuren Miles "Tails" Prower är huvudfiguren, utan Sonic själv. De två första spelen är Tails and the Music Maker till Sega Pico och Tails' Skypatrol till Game Gear.   
Tails Adventure följer inte samma handling som många andra i Sonic-serien, och spelets handling är annorlunda i den japanska utgåvan och versionerna i väst. I spelet måste Tails rädda en ö från att förstöras av Battle Kukku Army, en armé av fåglar, och samtidigt komma över föremål såsom olika typer av vapen och så kallade "Chaos Emeralds" (Kaos-Smaragder, fritt översatt) som han hittar på sin färd. Spelupplägget skiljer sig från många andra spel i serien och består av långsammare förflyttning och mer tid till sökandet efter föremål som används senare i spelet, snarare än att springa genom nivåer. 
Spelet fick ett överlag positivt mottagande från spelrecensenter. Det har återutgivits på Sonic Gems Collection, Sonic Adventure DX: Director's Cut, och till Nintendo 3DS Virtual Console.       